# Amerloq
Amerloq est un fjord de l'ouest du Groenland, situé dans la municipalité de Qeqqata. Il a une longueur de 36 km et se déverse dans le détroit de Davis, au sud de Sisimiut.